# Augusta Bilbilis
Augusta Bilbilis était une cité (ou municipium) celtibère et romaine dans la province de Tarraconaise. La cité était située sur la colline de Bámbola au bord de la rivière Jalón, aujourd'hui près Calatayud dans la province de Saragosse.
C'est dans cette cité que se situe le lieu de naissance de Martial en 40. La ville moderne de Calatayud a été fondée près du site romain.
Le site a été déclaré monument historique le 3 juin 1931. Il est aujourd'hui considéré comme un bien d'intérêt culturel en Espagne.

## Histoire

### Période celtibère
Le site indigène celtibère de  Bilbilis est situé sur les hauteurs de Cerro de Bambola et d'une partie de  San Paterno, c'est-à-dire au nord de la ville antique de Segeda et à 60 km au sud-ouest de la colonie romaine de Caesaraugusta (aujourd'hui Saragosse). Ses habitants ont appartenu au groupe des tribus celtiques d'Hispanie citérieure, plus particulièrement à la tribu des Lusones, dont la ville de Bilbilis était la capitale. Les premières pièces de monnaie de cette tribu inclut une tête masculine avec un dauphin à sa gauche sur l'avers, tandis que le revers montre un cavalier portant une lance et fait mention de l'inscription Bilbilis. Ces dernières monnaies semblent dater de la fin du IIe siècle av. J.-C. ou du début du Ier siècle av. J.-C., et elles font pour certaines parties de la collection de pièces de monnaie ibérique du British Museum.
Le premier contact entre les Romains et les Lusones est réalisé autour du IIe siècle av. J.-C., quand Quintus Fulvius Flaccus voyage depuis la côte méditerranéenne de l'Ibérie vers l'intérieur des terres, dans une région mentionnée comme la Celtibérie. Ce n'est cependant qu'à partir du Ier siècle av. J.-C., que la culture romaine, la langue et les coutumes ont progressivement commencé à se répandre dans l'intérieur des terres de la péninsule Ibérique. C'est à cette époque que les cultures indigènes commencent à adopter diverses aspects de la vie romaine, mais en entretenant toujours certains aspects de leurs propres cultures.

### Période romaine

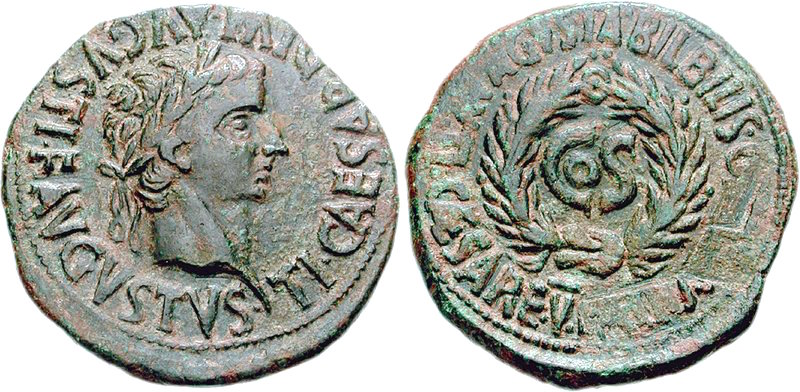
Monnaie du municipe d'Augusta Bilbilis avec damnatio memoriae de Lucius Aelius Seianus sous le règne de Tibère. La monnaie avait été frappée à l'origine pour commémorer le consulat de Séjan.

Les modifications apportées au terrain autour de la ville, ainsi que la monumentalisation de l'espace civique et de l'espace urbain caractérise la période augustéenne. L'âge d'or de la cité a lieu au Ier siècle, mais elle décline rapidement au IIe siècle où elle est progressivement abandonnée et au IIIe siècle la cité est presque désertée.
Après la pacification de l'Hispanie et la mort de Jules César, Auguste entreprend une série de réformes administratives, notamment dans le conventus juridici de Caesaraugusta dans la Tarraconaise. La ville obtient le rang ou le statut de municipe, et devient le Municipium Augusta Bilbilis et bénéficie ainsi de nombreux privilèges en vertu du droit romain, dont ses habitants peuvent obtenir la citoyenneté romaine.
Des pièces sont également frappées dans la ville sous le nom d'Augustabilbilis avec au revers avec le nom du gouverneur. Dix monnaies ont été frappées sous Auguste, quatre sous Tibère et une sous Caligula. La pièce de monnaie la plus intrigante est celle montrant la dénomination de Lucius Aelius Seianus comme consul. COS (consul) est écrit à l'intérieur d'une guirlande de feuilles de chêne (appelée aussi couronne civique) sous l'empereur Tibère sur le revers de la pièce. La cité prospère avec Lucius Aelius Seianus comme bienfaiteur. Mais le prestige de la cité fut atteint lorsque Lucius Aelius Seianus fut déclaré comme traître par l'empereur et fut exécuté. Toutes les statues et les monuments, ainsi que la monnaie étaient frappées de damnatio. Ces dernières étaient déposées ou martelées pour effacer le nom du traître de la mémoire. Certaines pièces ont encore le nom de lisible, mais elles sont très rares. Le docteur Paul L. Maier met en avant une histoire qui met en avant le rôle de Lucius Aelius Seianus dans la vie de Jésus dans son livre Pontius Pilate. Il semble que Lucius Aelius Seianus était en position de force en tant que conseiller de l'empereur, et qu'il nomma Ponce Pilate en Judée alors que Tibère était sur l'île de Capri. Après l'exécution de Lucius Aelius Seianus, sa famille et ses partisans sont traqués et éliminés dans les années qui suivent. Ponce Pilate, quant à lui, est rappelé à Rome deux ans plus tard pour répondre aux accusations, mais Tibère meurt pendant que Ponce Pilate prend la route d'hiver pour rejoindre Rome à partir de la Judée.
C'est à cette période que la ville est structurée et organisée à la mode romaine à travers une série d'œuvres coûteuses et de travaux complexes pour s'adapter au terrain. Cette modification de l'urbanisme de la cité comprenait des adaptations des infrastructures déjà existantes, mais aussi la construction de nouveaux bâtiments et de services, ainsi que l'amélioration des communications et de l'équipement, ce qui permet au municipe de devenir le centre politique, administratif, économique et social de la région. Les principales fonctions sont regroupés sur le forum, c'est-à-dire une place avec des arcades où sont construits un temple, la basilique, la curie et un théâtre.

#### Urbanisation

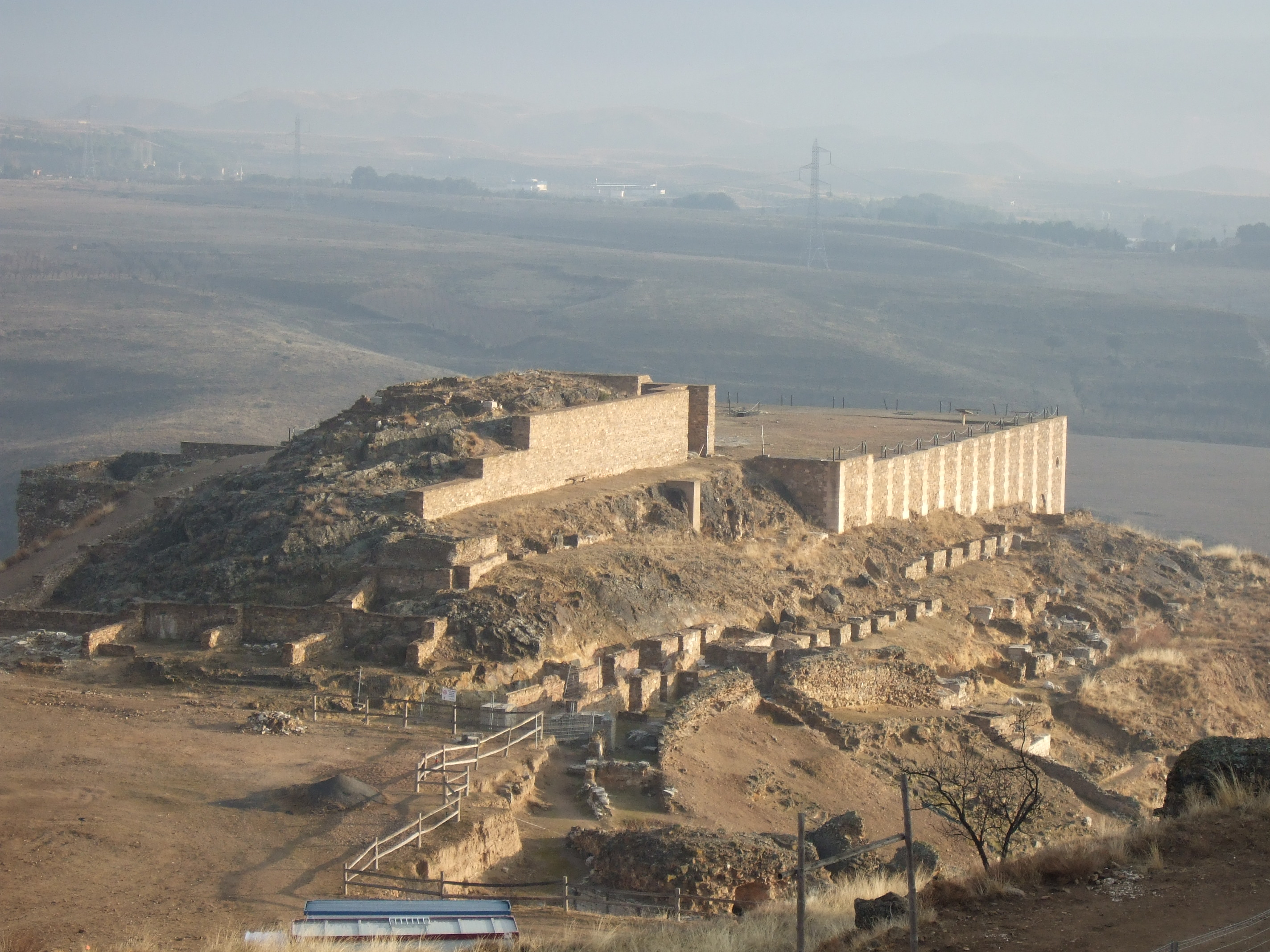
Le forum d'Augusta Bilbilis avec à sa base le temple de front.

La topographie du terrain a imposé l'aménagement d'un système de terrasses ordonné avec des rues escarpées, des collines et des rampes, contrairement au modèle habituel d'aménagement d'une cité par les Romains. La communication entre les terrasses est réalisée par des rampes, ce qui facilite la circulation des personnes et des véhicules sur un chemin tortueux adapté à la pente des collines. Les piétons ont probablement utilisé des échelles situées des deux côtés de la rue et les maisons formés des blocs pour pouvoir marcher le long des toits et ainsi se déplacer plus facilement.
La partie centrale de la cité a été réservée pour le monument principal, le forum et le théâtre. C'est vers cette zone que convergent les deux principales rues d'accès depuis les portes qui se trouvaient aux murs de la ville, l'une longeait la rivière Jalón et une autre le théâtre. Cet ensemble était visible de la voie romaine voisine et aurait peut-être servi de « propagande » pour les populations locales en mettant en évidence les bienfaits de la civilisation romaine.

#### Forum
Il s'agit d'un forum monumental construit en une seule fois et qui semble être un peu disproportionné et éloigné des canons vitruviens, avec une mise en avant de l'aspect scénographique qui semble répondre à un intérêt de la cité à faire reconnaître sa filiation romaine. Situé dans la partie haute de la cité, il est décoré avec du marbre et des statues, encadré par des portiques, d'une basilique, d'une curie, des cryptoportiques et d'un temple. Le tout formant une place pratiquement carrée.
La construction du forum est achevée pendant le règne de l'empereur Tibère, mais l'ensemble a cependant été modifié sous le règne de Trajan.

#### Théâtre

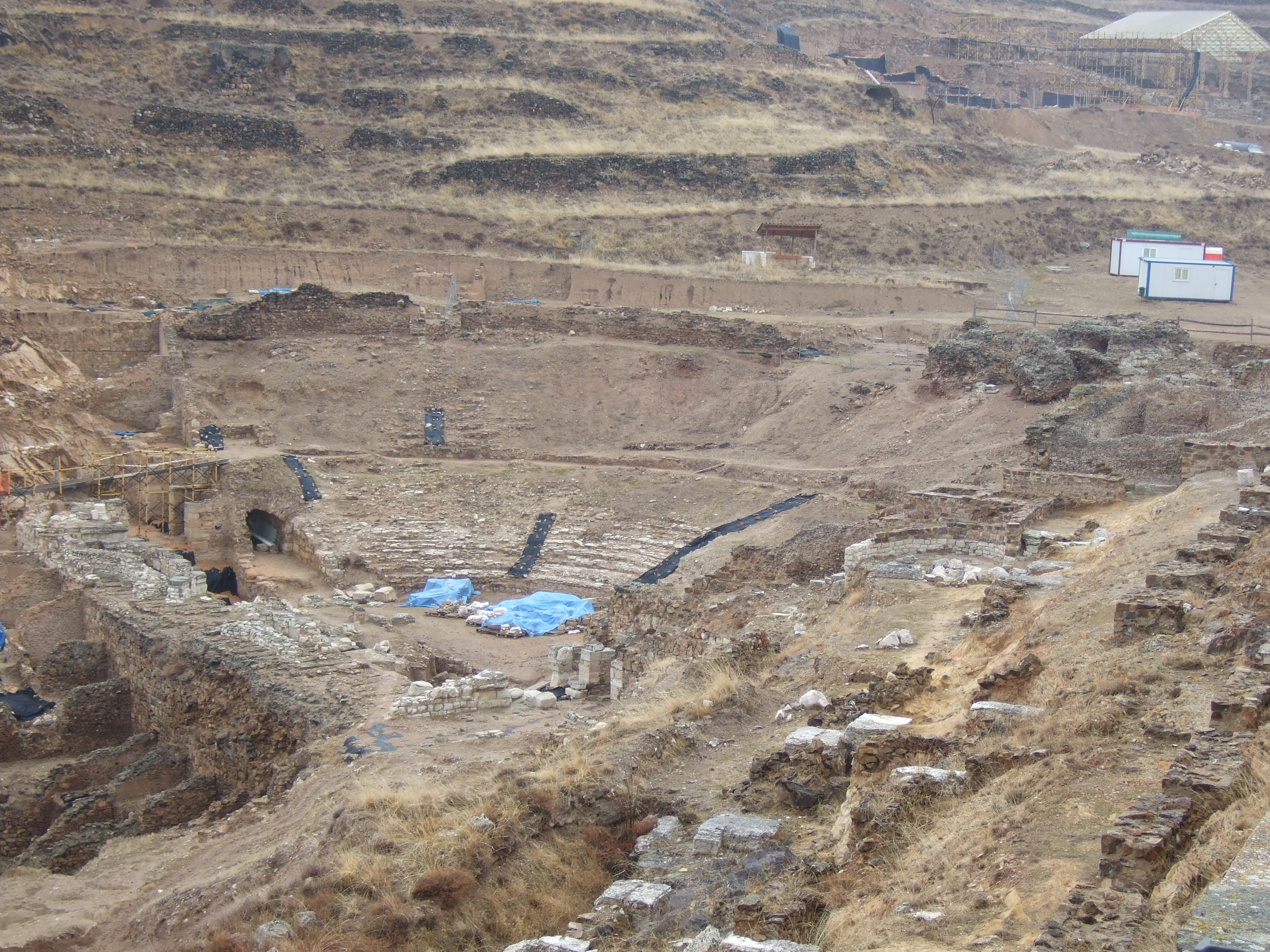
Le théâtre d'Augusta Bilbilis.

Le théâtre forme un ensemble avec le forum auquel il est lié par une série de portiques et de couloirs de communication. Ce lieu est dû au fait que les constructions ont été réalisées en même temps. Le théâtre présente une scène de deux étages avec des chapiteaux corinthiens sur ces derniers, et trois valvae. Les versants naturels sont mis à profit, en remplissant les zones déprimées et en taillant sous une forme échelonnée la roche dans les zones proéminentes.
Il faut concevoir le théâtre comme un édifice de spectacles avec un caractère régional, puisque sa capacité, proche des 4 500 spectateurs, excèdent la population de la petite cité calculée à environ 3 000 ou 3 500 habitants.

#### Thermes
Ils se situent à l'intérieur de la cité et correspondent à un modèle provincial, de distribution linéaire et simple, construits sur un versant, et entourées par quelques citernes qui les approvisionnaient en eau. Les salles de ces thermes comprenaient des salles d'eau et de chauffage, des lieux pour laisser ses vêtements et ses objets personnels, des piscines d'eau chaude et d'eau froide, d'un schola labrum près du caldarium, des latrines et ainsi que d'autres salles décorées par des ensembles picturaux de grande qualité, réalisés par une équipe d’artistes italiens qui ont parcouru quelques cités de la vallée de l'Èbre, d'Augusta Bilbilis, d'Arcobriga... Diverses fresques qui ornaient les thermes peuvent être vus aujourd'hui au musée de Calatayud.

## Vestiges conservés au musée de Calatayud

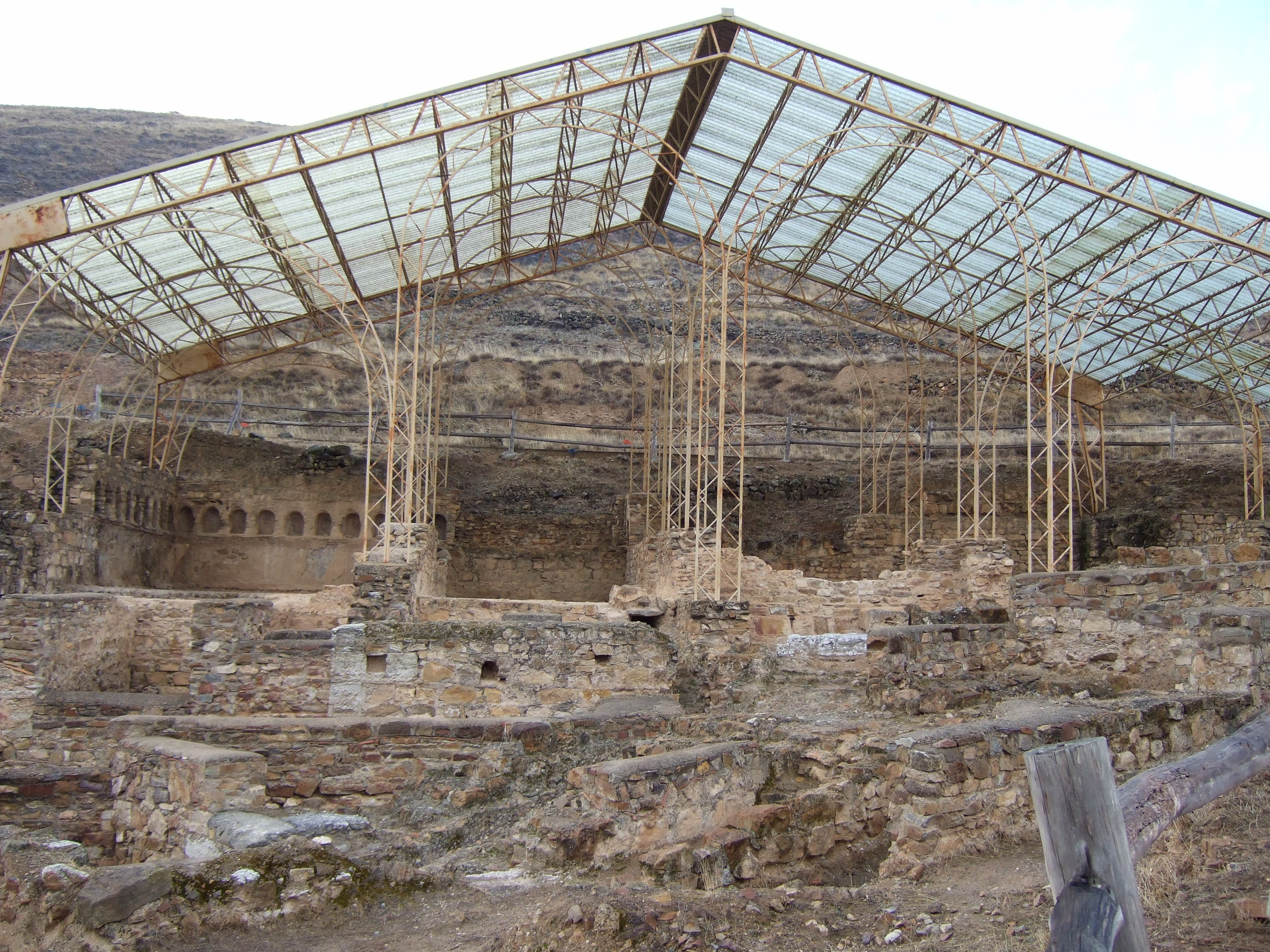
Vue générale des thermes d'Augusta Bilbilis.

Une grande partie de l'exposition permanente du musée de Calatayud est formée par des pièces archéologiques originaires d'Augusta Bilbilis. Ces dernières comprennent des ensembles picturaux, une collection numismatique l'atelier monétaire d'Augusta Bilbilis et une collection de sculptures représentant des portraits de la famille Julio-Claudienne trouvés dans la zone du théâtre. Parmi ces portraits, un intérêt particulier est porté sur celui d'Auguste capite velato découvert à la fin de l'année 2009 et l'un des rares exemples de ce portrait officiel découvert en Hispanie.

## Personnages célèbres
- Le poète Martial.